# Syriana
Syriana este un film thriller geopolitic american din 2005, scris și regizat de Stephen Gaghan, bazat pe memoriile lui Robert Baer din 2003, See No Evil. Filmul are o distribuție formată din George Clooney, Matt Damon, Jeffrey Wright, Chris Cooper, William Hurt, Tim Blake Nelson, Amanda Peet, Christopher Plummer, Alexander Siddig și Mazhar Munir.
Syriana a fost filmat în 200 de locuri de pe cinci continente, cu părți mari filmate în Orientul Mijlociu, Washington, D.C. și Africa. Într-un interviu cu Charlie Rose, Gaghan a descris incidente (inclusiv schimbările planificate de regim în Venezuela) în timpul unor întâlniri personale și interviuri cu cei mai puternici proprietari de petrol, proprietari de case de presă, lobbiști, avocați și politicieni care au fost incluși în film. Ca și în scenariul lui Gaghan pentru Traffic, Syriana folosește mai multe povestiri paralele, sărind între locuri din Iran, Texas, Washington, D.C., Elveția, Spania și Liban.
Interpretarea lui Clooney a fost apreciată de critici, ceea ce i-a adus un premiu Oscar și un premiu Globul de Aur, precum și nominalizări la premiul Academiei Britanice de film, la Premiul Asociației Criticilor de Film  și la Premiul Sindicatului Actorilor. Gaghan a fost nominalizat la Premiul Oscar și la Premiul Sindicatului Scenariștilor Americani pentru scenariul său. La 20 aprilie 2006, filmul a avut încasări totale de 50,82 milioane de dolari americani la box office-ul din SUA și 43,2 milioane de dolari americani în străinătate, cu un total de 94 de milioane de dolari americani.
Gaghan a schimbat numele entităților care operează în prezent în Orientul Mijlociu, păstrându-le locul în poveste. Comitetul pentru Eliberarea Iranului s-a bazat pe o organizație numită Comitetul pentru Eliberarea Irakului.

## Distribuție
- Kayvan Novak - Arash
- George Clooney - Bob Barnes
- Amr Waked - Mohammed Sheik Agiza
- Christopher Plummer - Dean Whiting
- Jeffrey Wright - Bennett Holiday
- Chris Cooper - Jimmy Pope
- Robert Foxworth - Tommy Barton
- Nicky Henson - Sydney Hewitt
- Nicholas Art - Riley Woodman
- Matt Damon - Bryan Woodman
- Amanda Peet - Julie Woodman
- Steven Hinkle - Max Woodman
- Daisy Tormé - Rebecca
- Peter Gerety - Leland Janus
- Richard Lintern - Bryan's Boss
- Jocelyn Quivrin - Vincent
- Mazhar Munir - Wasim Khan
- Shahid Ahmed - Saleem Ahmed Khan
- Roger Yuan - Chinese Engineer
- Jayne Atkinson - Division Chief
- Tom McCarthy - Fred Franks
- Jamey Sheridan - Terry
- Max Minghella - Robby Barnes
- Nadim Sawalha - Emir Hamed Al-Subaai
- Alexander Siddig - Prince Nasir Al-Subaai
- William Charles Mitchell - Bennett Holiday Sr.
- Tim Blake Nelson - Danny Dalton
- David Clennon - Donald
- William Hurt - Stan
- Mark Strong - Mussawi
- Will McCormack - Willy
- Michael Allinson - Sir David